# Franz von Geyso (Offizier)

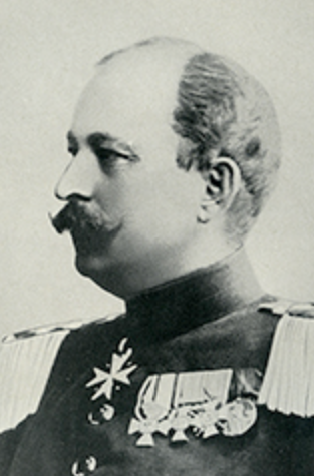
Franz von Geyso (1890)

Franz von Geyso (* 6. April 1855 in Hessisch Oldendorf; † 4. März 1925 in Marburg) war Regimentskommandeur in der Preußischen Armee und Geschichtsforscher.

## Leben

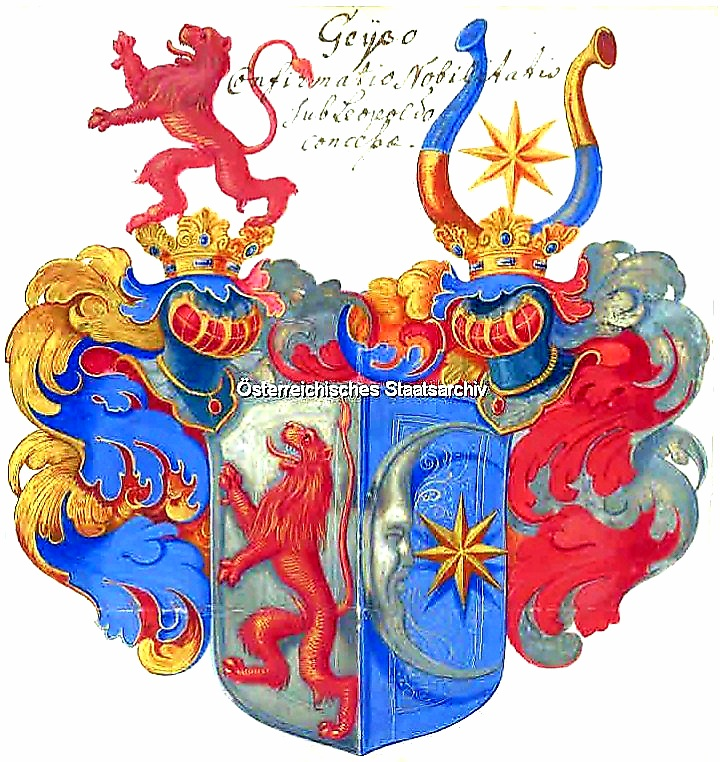
Wappen derer von Geyso

Franz von Geyso wurde als Sohn des Rittmeisters Franz von Geyso und dessen Ehefrau Dorothea Orthmann (1827–1895) geboren. Nach dem Besuch des Friedrichsgymnasium Kassel (Obersekundareife) trat er 1871 zur Vorbereitung auf eine militärische Laufbahn in die Kadettenanstalt Berlin der preußischen Armee ein. Nach dem bestandenen Fähnrichsexamen im Jahre 1872 kam er in das Infanterie-Regiment Nr. 81.
Von Februar bis August 1873 besuchte er die Kriegsschule Anklam, legte die Offiziersprüfung ab und kehrte zu seiner Einheit zurück. Nach dem Besuch der Kriegsakademie in Berlin von 1881 bis 1884 wurde er Hauptmann à la suite im Großen Generalstab in Berlin, wo er bis 1892 blieb, als er Kompaniechef im Infanterie-Regiment Nr. 27 wurde. Für zwei Jahre leitete er die Eisenbahnabteilung im Generalstab Berlin und wurde anschließend von 1895 bis 1899 Bataillonskommandeur in Glogau und Fraustadt. Bevor er am 27. Januar 1904 das Kommando über das Infanterie-Regiment Nr. 171 übernahm, leitete Geyso die Kriegsschule in Metz.

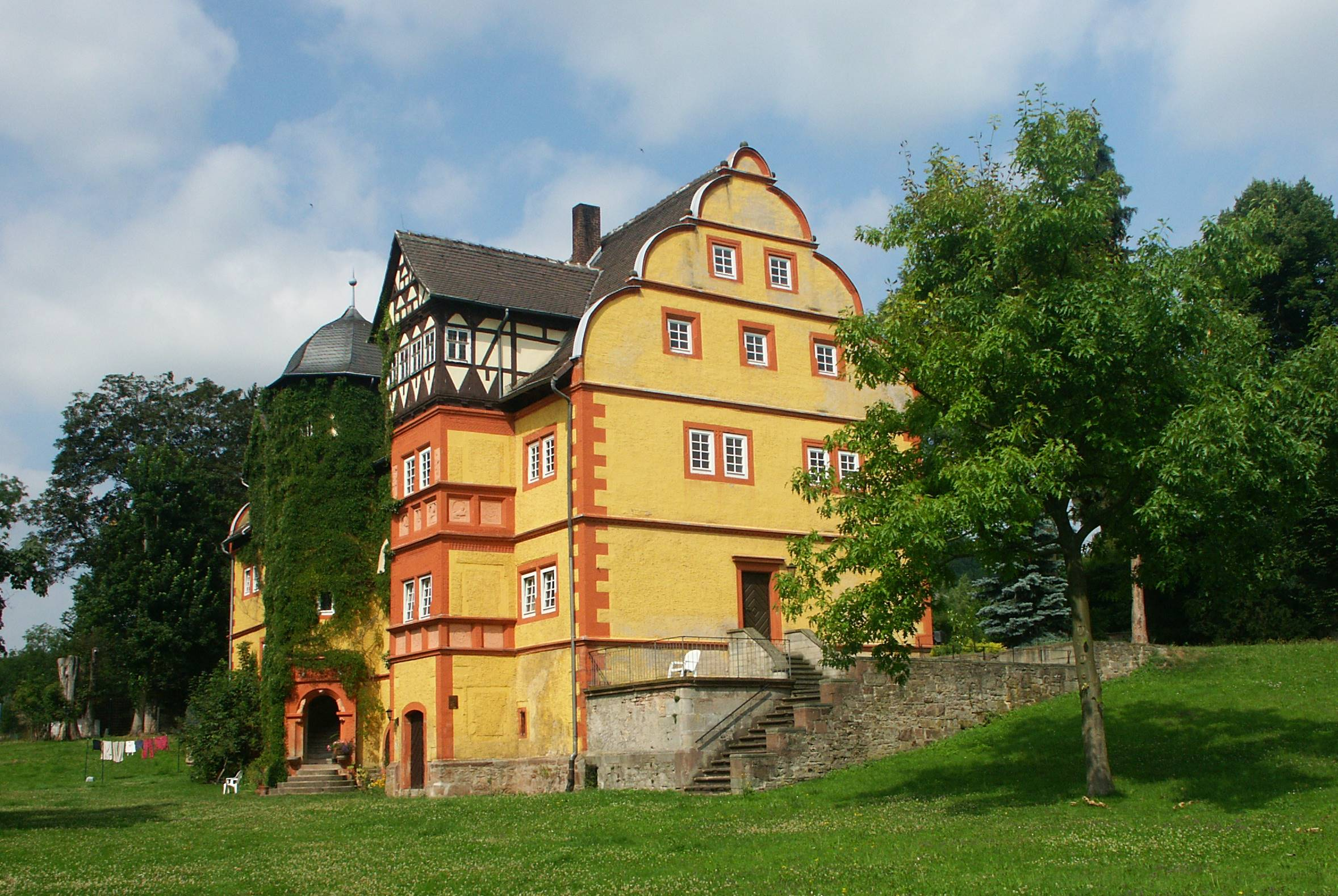
Geyso-Schloss Mansbach, Wohnsitz der Familie Geyso

Er forschte zur hessischen Geschichte und schrieb u. a. 1921 Beitrag zu Politik und Krieg Hessens in der Zeit des 30jährigen Krieges und Grundlagen zu einer Lebensbeschreibung des Generalleutnants Johann von Geyso, 1922 Landgraf Wilhelm V. von Hessen. Ein Glaubensheld des 30jährigen Krieges. Seine letzten Taten und sein Ende und 1923 Die schwedenfreundliche Politik Hessens der Jahre 1631–34.
Er heiratete am 3. Mai 1880 in Imshausen Ernestine von Trott zu Solz, Tochter des Bodo von Trott zu Solz und der Agnes Friederike Caroline Sophie Clementine Juliane Charlotte von Solz (1828–1907). Aus der Ehe sind die Kinder Anna (* 1881), Marie (* 1882), Bodo (* 1886) und Berta Elisabeth (* 1889) hervorgegangen.